# حرف درعي
الحُرْف الدرعي نوع نباتي يتبع جنس الحُرْف من الفصيلة الصليبية.